# Shelok Dolma
| Tibetische Bezeichnung                          |
| ----------------------------------------------- |
| Tibetische Schrift: ཤི་ལོག་སྒྲོལ་མ།                  |
| Offizielle Transkription der VRCh: Shelok Dolma |
| Chinesische Bezeichnung                         |
| Vereinfacht: 西洛卓玛                           |
| Pinyin:Xīluò Zhuómǎ                             |

Shelok Dolma (alias  Xi Luozhuoma, * 24. Oktober 1987 im damaligen Kreis Nyingchi des damaligen Regierungsbezirks Nyingchi im Autonomen Gebiet Tibet der Volksrepublik China) ist eine chinesische Ringerin tibetischer Nationalität. Sie wurde 2011 Weltmeisterin in der Gewichtsklasse bis 67 kg Körpergewicht.

## Werdegang
Shelok Dolma begann als Jugendliche mit dem Ringen. Ihr Club ist der tibetische Ringerverband und ihr Trainer Xu Kuiyuan (tibetischer Name: Dorje). Sie ist Studentin und 1,69 Meter groß. Aufgrund ihrer Erfolge auf nationaler Ebene wurde sie im Jahre 2010 in die chinesische Nationalmannschaft der Frauen aufgenommen.
Bereits 2007 war sie schon bei der Junioren-Weltmeisterschaft in Beijing am Start und belegte in der Gewichtsklasse bis 63 kg den 7. Platz.
Im Jahre 2011 wurde sie bei der Weltmeisterschaft in Istanbul in der Gewichtsklasse bis 67 kg eingesetzt, nachdem sie chinesische Vizemeisterin in dieser Gewichtsklasse geworden war. In Istanbul siegte sie über Adeline Gray aus den Vereinigten Staaten, die Titelverteidigerin Martine Dugrenier, Kanada, die sie mit 2:0 Runden und 4:2 Punkten schlug, Burcu Orskaya, Türkei und im Finale über Bandsragtschiin Ojuunsüren aus der Mongolei, gegen die sie mit 2:0 Runden und 2:0 Punkten gewann. Sie wurde damit auf Anhieb Weltmeisterin.
2012 trainierte sie in die nächstniedrigere Gewichtsklasse (bis 63 kg Körpergewicht) ab, weil diese damals im Gegensatz zur Gewichtsklasse bis 67 kg olympisch war. Sie scheiterte aber bei der internen chinesischen Ausscheidung um den Startplatz in London an Jing Ruixue. Im September 2012 wurde sie aber bei der Weltmeisterschaft der Frauen in Strathcona County/Kanada eingesetzt. In der Gewichtsklasse bis 63 kg siegte sie dort über Anastassija Bratschikowa, Russland, Aline Focken, Deutschland und Hanna Beljajewa, Aserbaidschan. Im Halbfinale verlor sie gegen Elena Piroschkowa aus den Vereinigten Staaten, konnte sich aber in der Trostrunde mit einem Sieg über die Japanerin Kayoke Kudo noch eine WM-Bronzemedaille sichern.
Im April 2013 wurde sie in New Delhi Asienmeisterin in der Gewichtsklasse bis 63 kg. Im Finale bezwang sie dabei Geetika Jahkar aus Indien. Bei der Weltmeisterschaft dieses Jahres in Budapest siegte sie in der Gewichtsklasse bis 63 kg zwar gegen Henna Johansson aus Schweden, verlor dann aber gegen Kaori Ichō aus Japan und Jekaterina Larionowa aus Kasachstan und belegte nur den 15. Platz.
Im Jahre 2014 kam Shelok Dolma bei den Asienspielen in Incheon in der gleichen Gewichtsklasse auf den 2. Platz. Im Finale unterlag sie Rio Watari aus Japan. Bei der Weltmeisterschaft dieses Jahres in Taschkent wurde sie nicht eingesetzt.
2015 wurde sie in Doha wieder Asienmeisterin, wobei sie im Endkampf gegen Kanako Murata aus Japan gewann. Bei der Weltmeisterschaft dieses Jahres in Las Vegas startete sie wieder in der Gewichtsklasse bis 63 kg gleich ihren ersten Kampf gegen Jekaterina Larionowa. Da diese das Finale nicht erreichte, schied sie aus und landete auf dem 20. Platz. Danach war sie im November noch beim Golden-Grand-Prix in Baku am Start, wo sie aber nur auf den 16. Platz kam.
Danach war sie bei keinen internationalen Meisterschaften mehr am Start.

## Internationale Erfolge
| Jahr | Platz | Wettbewerb                                  | Gewichtsklasse | Ergebnisse |
| 2007 | 7.    | Junioren-WM (Juniors) in Beijing            | bis 63 kg      | nach einem Sieg über Park-Sang-eun, Südkorea und Kundu Sn, Indien und einer Niederlage gegen Hanna Beljajewa, Weißrussland                                                                              |
| 2011 | 1.    | WM in Istanbul                              | bis 67 kg      | nach Siegen über Adeline Gray, USA, Martine Dugrenier, Kanada, Burcu Orskaya, Türkei und Bandsragtschiin Ojuunsüren, Mongolei                                                                           |
| 2011 | 2.    | FILA-Testturnier in London                  | bis 63 kg      | hinter Johanna Mattsson, Schweden, vor Monika Ewa Michalik, Polen und Aline Focken, Deutschland |
| 2012 | 3.    | WM in Strathcona County/Kanada              | bis 63 kg      | nach Siegen über Anastassija Bratschikowa, Russland, Aline Focken, Deutschland und Hanna Beljajewa, Aserbaidschan, einer Niederlage gegen Elena Piroschkowa, USA und einem Sieg über Kayoke Kudo, Japan |
| 2013 | 1.    | Asienmeisterschaften in New Delhi           | bis 63 kg      | nach Siegen über Wilaiwan Thongkarn, Thailand und Geetika Jakhar, Indien, einem Freilos und einem weiteren Sieg über Geetika Jakhar                                                                     |
| 2013 | 15.   | WM in Budapest                              | bis 63 kg      | nach einem Sieg über Henna Johansson, Schweden und Niederlagen gegen Kaori Ichō, Japan und Jekaterina Larionowa, Kasachstan                                                                             |
| 2014 | 2.    | „Dave-Schultz“_Memorial in Colorado Springs | bis 63 kg      | hinter Zhuo Zhangting, China, vor Danielle Lappage, Kanada und Luz Clara Vazquez, Argentinien |
| 2014 | 3.    | Welt-Cup in Tokio                           | bis 63 kg      | hinter Rio Watari und Yurika Ito, beide Japan |
| 2014 | 2.    | Asienspiele in Incheon                      | bis 63 kg      | hinter Rio Watari, vor Tserenchimed Sukhee, Mongolei und Geetika Jakhar |
| 2015 | 3.    | Großer Preis von Frankreich in Paris        | bis 63 kg      | hinter Wang Xiaoqian, China und Jackeline Renteria Castillo, Venezuela |
| 2015 | 8.    | Klippan-Lady-Open                           | bis 63 kg      | Siegerin: Julia Tkach-Ostapenko, Ukraine, vor Anastasia Grigorjewa, Lettland |
| 2015 | 1.    | Asienmeisterschaften in Doha                | bis 63 kg      | vor Kanako Murata, Japan und Jekaterina Larionowa |
| 2015 | 3.    | Großer Preis von Spanien in Madrid          | bis 63 kg      | hinter Henna Johansson und Jennifer Page, USA |
| 2015 | 20.   | WM in Las Vegas                             | bis 63 kg      | nach einer Niederlage gegen Jekaterina Larionowa |
| 2015 | 16.   | Golden-Grand-Prix in Baku                   | bis 63 kg      | Siegerin: Elena Piroschkowa, USA vor Taybe Yusein, Bulgarien |

Erläuterungen
- alle Wettkämpfe im freien Stil
- WM = Weltmeisterschaft